# Volby do Evropského parlamentu ve Švédsku 1995
Volby do Evropského parlamentu ve Švédsku 1995 se konaly 17. září 1995. Byly to první volby do Evropského parlamentu ve Švédsku poté, co se země od 1. ledna téhož roku stala členem EU.
Z 22 mandátů, které Švédsku v EP příslušely, získala Švédská sociální demokracie 7 mandátů (28,06 %), konzervativně-liberální Umírnění 5 mandátů (23,17 %), ekologická Strana zelených 4 mandáty (17,22 %), Levicová strana 3 mandáty (12,92 %), Strana středu 2 mandáty (7,16 %) a Liberální lidová strana 1 mandát (4,82 %). Křesťanští demokraté (3,92 %) a jiné strany nepřekonaly čtyřprocentní hranici potřebnou pro vstup do EP.
Volební účast byla 41,63 %.